# Aristolochia erecta
Aristolochia erecta är en piprankeväxtart som beskrevs av Carl von Linné. Aristolochia erecta ingår i släktet piprankor, och familjen piprankeväxter. Inga underarter finns listade i Catalogue of Life.